# Траоре, Абду Разак
Абду Разак Траоре (англ. Abdou Razack Traoré; род. 28 декабря 1988[…], Абиджан) — буркинийский футболист, полузащитник. Выступал за сборную Буркина-Фасо.

## Клубная карьера

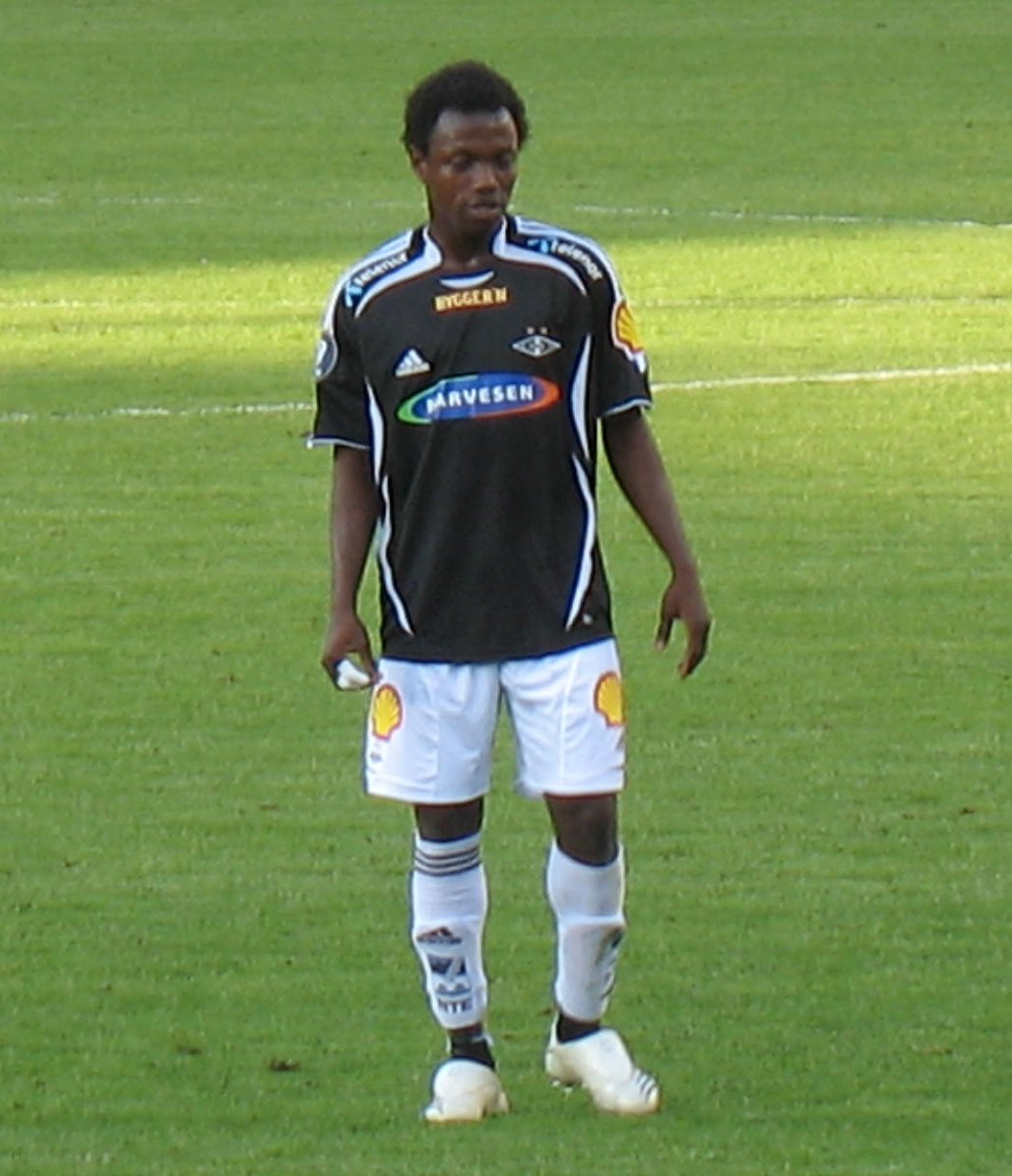
Траоре в составе «Русенборга»

Траоре начал карьеру в марокканском клубе «Раджа». Отыграв сезон он уехал Европу, где заключил контракт с норвежским «Русенборгом». 11 августа 2007 года в матче против «Бранна» Абду Разак забил свой первый гол в Типпелиге. В 2009 году Траоре стал чемпионом Норвегии, а через год выиграл Кубок страны и второй раз выиграл чемпионат.
В 2010 году он перешёл в польскую «Лехию» из Гданьска. 28 августа в поединке против «Шлёнска» Абду Разак дебютировал в Экстраклассе. 25 сентября в матче против «Гурника» Траоре сделал «дубль» забив первые голы за новую команду. В своём первом сезоне Абду Разак забил 12 голов и стал лучшим бомбардиром команды.
В начале 2013 года Тароре перешёл в турецкий «Газиантепспор». 22 февраля в матче против «Бурсаспора» он дебютировал в турецкой Суперлиге. 9 марта в поединке против «Акхисар Беледиеспор» Абду Разак забил свой первый гол за «Газиантепспор». Летом 2014 года он подписал контракт с Карабюкспором. 31 августа в матче против «Фенербахче» Абду Разак дебютировал за новый клуб. 5 октября в поединке против «Трабзонспора» он сделал «дубль», забив свои первые голы за «Карабюкспор».
Летом 2015 года Траоре на правах аренды перешёл в «Коньяспор». 22 августа в матче против «Кайсериспора» он дебютировал за новую команду. 27 сентября в поединке против «Мерсин Идманюрду» Абдул Разак забил свой первый гол за «Коньяспор». По окончании аренды он вернулся в «Карабюкспор».

## Международная карьера
27 марта 2011 года в отборочном матче Кубка Африки 2012 против сборной Намибии Траоре дебютировал за сборную Буркина-Фасо. В ответном поединке он забил свой первый гол за национальную команду.
В 2012 году Абду Разак попал в заявку на участие в Кубке африканских наций. На турнире он был запасным и не вышел на поле. В 2013 году Траоре во второй раз поехал на Кубок Африки. На турнире он сыграл против команд Того, Замбии и дважды Нигерии. По итогам соревнований Траоре стал обладателем серебряной медали.
В 2015 году Абду Разак в третий раз попал в заявку на Кубок африканских наций. На турнире он принял участие в матче против команды Конго.
В 2017 году в составе сборной Траоре стал бронзовым призёром Кубка Африки в Габоне. На турнире он сыграл в матчах против команд Туниса, Египта, Камеруна, Гвинеи-Бисау и Габона.

### Голы за сборную Буркина-Фасо
| #   | Дата        | Место                                  | Противник | Счёт | Соревнование                              |
| --- | ----------- | -------------------------------------- | --------- | ---- | ----------------------------------------- |
| 01. | 4 июня 2011 | Индепенденс Стэйдиум, Виндхук, Намибия | Намибия   | 1:4  | Кубок африканских наций 2012 квалификация |

## Достижения
Командные
 «Русенборг»
- Чемпионат Норвегии по футболу — 2009
- Чемпионат Норвегии по футболу — 2010
- Обладатель Кубка Норвегии — 2010

Международная
 Буркина-Фасо
- Кубок африканских наций — 2013
- Кубок африканских наций — 2017